# Klo
Klo est une localité du comté de Nordland, en Norvège.

## Géographie
Administrativement, Klo fait partie de la kommune d'Øksnes.